# يان روب
يان روب (بالإنجليزية: Ian Robb)‏ (1 يونيو 1955 بدونكاستر في المملكة المتحدة - ) هو لاعب كرة قدم بريطاني في مركز الدفاع. لعب مع نادي ليفربول ونادي يورك سيتي وفريكلي أثلتيك ‏ وسيلبي تاون ‏.